# Повітрофлотська вулиця (Київ)
Повітрофло́тська ву́лиця — вулиця у Солом'янському районі міста Києва, селище Жуляни. Пролягає від вулиці Шевченка до Совської вулиці.
Прилучаються вулиці Набережна, Сильвестра Косова, Українських повстанців, Гуцульська та Павла Потоцького.

## Історія
Початкова частина Повітрофлотської вулиці зафіксована ще на картах Київської губернії 1860-х років та 1891 року, первісна назва не встановлена. Друга частина вулиці сформувалася у 1-й половині XX століття, тоді ж, ймовірно, і здобула сучасну назву.
На початку вулиці розташована Дмитрівська церква, споруджена 1860 року — одна з небагатьох дерев'яних церков міста.

## Особливості вулиці
Нумерація вулиці здійснена за «зворотним» принципом — права сторона пронумерована непарними числами, ліва — парними. Подібна нумерація характерна для таких міст, як Санкт-Петербург, а в Україні — Донецьк. Однак у Києві є не більше 5 вулиць із «зворотною» нумерацією.